# 로몽
로몽(프랑스어: Romont [ʁɔmɔ̃][*], 독일어: Bahnhof Romont)은 스위스 프리부르주 글란구에 있는 지자체이다.

## 역사

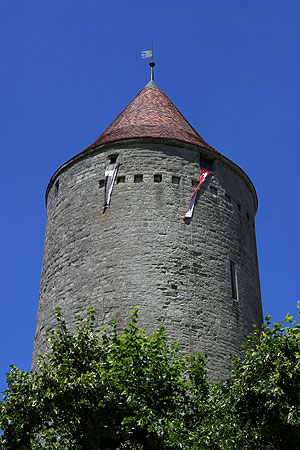
보이어탑은 1250-1260년경에 제작되었다.

로몽은 1177년에 Rotundo Monte으로 처음 언급되었다. 1244년에는 Romont으로 언급되었다. 시정촌은 이전에 독일어 명칭인 레문트(Remund)로 알려져 있었지만, 그 이름은 더 이상 사용되지 않는다.
로몽에서 가장 오래된 인간 정착의 흔적은 보센스(Bossens) 마을에 있는 5개의 할슈타트 시대 고분이다. 보샤나(Bochanat)에서 로마 시대 건물의 기초를 포함하여 여러 다른 선사 시대 정착지의 유적이 발견되었다.
부르고뉴 왕 루돌푸스 2세가 921년에 로몽을 세웠다고 주장하는 것은 아마도 전설일 것이다. 오뜨리브 수도원(Hauterive)의 1177년 문서에는 로몽이 나무가 우거진 언덕으로 언급되고 있다. 1239년 Anselme(또는 Nantelme)는 로몽 언덕에 대한 권리를 피에트로 2세 디 사보이아 백작에게 팔았다. 당시 로몽은 로잔 주교의 영토였다. 1240년 표트르 2세는 카스텔란을 보냈다. 로몽으로 성을 쌓고 마을을 찾았다. 몇 년 후인 1244년 에비앙 조약으로 사보이아의 로몽에 대한 권리가 확인되었다. 전형적인 사보이 광장 평면도의 본성(Grand Donjon)은 1260년 이전에 완공되었다. 원래 성은 1579년에 부분적으로 무너졌고 1591년에 프리부르에 의해 재건되었다. 그러나 현재 보이어 타워로 알려진 이 타워는 1250-1260년경에 지어졌으며, 아마도 백작 피에트로 2세에 의해 지어졌을 가능성이 크다. 도시의 고리 벽에는 비용스(Billens), 메지에(Mézières) 및 프리부르를 향한 3개의 탑문이 있었다. 성벽은 1842~1854년에 철거되었다. 1843년에서 1865년 사이에 5번의 화재로 고딕 양식의 도심이 파괴되었고, 더 현대적인 건물로 대체되었다.
로몽은 보(Vaud) 지방에서 가장 중요한 도시 중 하나였다. 13세기 말에 인구는 1,000명 이상이었고 부르고뉴 전쟁(1474) 이전에는 거의 1,500명의 거주자가 거주했다. 그것은 영지의 중심이었고, 프리부르와 제네바 호수의 사보이 소유 사이의 중요한 연결 고리였다. 1285 ~ 1293년경으로 추정되지만, 확실히 1328년 이전에는 무동(Moudon)의 권리를 모델로 한 도시 권리 가 부여되었다.
부르고뉴 전쟁 동안 베른과 프리부르가 약탈하고 두 번이나 도시를 불태웠다. 로몽는 1536년 베른이 보를 정복할 때까지 사보이 통치자들에게 충성을 유지했다. 개신교 베른 군대가 정복하는 동안 로몽은 카톨릭 프리부르와 동맹을 맺고 전통적인 신앙을 유지할 수 있었다.
1798년까지는 로몽의 영지의 수도였으며, 1803년까지는 같은 지역의 수도였다. 1802년 몽둥이 전쟁(Stecklikrieg) 기간 동안 로몽은 헬베티아 공화국을 계속 지원했다. 1803년에서 1848년 사이에는 로몽현의 수도였으며, 그 후 글란구의 수도가 되었다.

## 지리

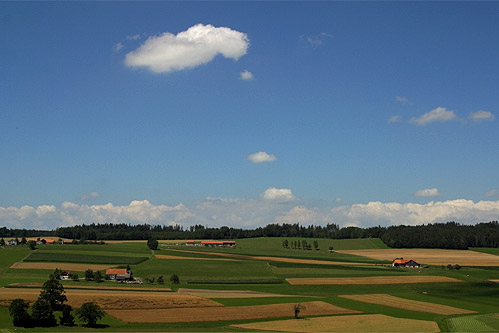
로몽 주변의 농장

로몽의 면적은 2009년 기준으로 10.9k㎡이다. 이 면적 중 7.32k㎡ 또는 67.2%가 농업용으로 사용되는 반면 1.48k㎡ 또는 13.6%는 산림이다. 나머지 토지 중 2.07k㎡ 또는 19.0%가 정착(건물 또는 도로), 0.03k㎡ 또는 0.3%가 강 또는 호수이다.
건축면적 중 공업용 건물이 전체 면적의 4.4%, 주택과 건물이 6.0%, 교통 기반 시설이 6.1%를 차지했다. 전력 및 수자원 기반 시설 및 기타 특별 개발 지역은 면적의 1.6%를 구성한다. 산림 토지 중 전체 토지 면적의 12.2%는 삼림이 무성하고 1.4%는 과수원 또는 작은 나무 군집으로 덮여 있다. 농경지 중 37.9%는 작물 재배에 사용되며, 28.2%는 목초지이며 1.1%는 과수원이나 포도나무 작물에 사용된다. 시정촌의 모든 물은 흐르는 물이다.
시정촌은 글란구의 수도이다. 그것은 프리부르, 로잔 및 뷜로 가는 도로의 교차로에 위치하며, 보주와 국경에 있다.

### 기후
로몽의 연간 비 또는 눈의 평균 일수는 131.5일이며 평균 강수량은 1,256mm이다. 가장 습한 달은 6월로 이 기간 동안 로몽에는 평균 129mm의 비나 눈이 내린다. 그달의 평균 강수일은 11.7일이다. 강수량이 가장 많은 달은 5월로 평균 14.2일이지만, 비 또는 눈의 양은 123mm에 불과하다. 연중 가장 건조한 달은 2월로 10.6일 동안 평균 강수량이 81mm이다.

## 인구통계

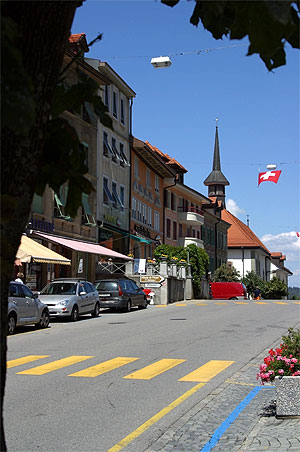
로몽의 중심가

2020년 12월 기준, 로몽의 인구는 5,417명이다. 2008년 기준으로 인구의 33.5%가 거주 외국인이다. 지난 10년(2000-2010년) 동안 인구는 13.7%의 비율로 변화했다. 이민은 8.2%, 출생 및 사망은 3.4%를 차지했다.
2000년 기준, 인구 대부분인 3,322명(83.8%)이 프랑스어를 모국어로 사용하고, 포르투갈어가 245명(6.2%)으로 두 번째로 많이 사용하고, 독일어가 93명(2.3%)으로 세 번째로 사용된다. 이탈리아어를 할 줄 아는 사람이 27명 있다.
2008년 기준으로 인구는 남성 49.7%, 여성 50.3%이다. 인구는 1,342명(30.0%)의 스위스 남성과 879명(19.7%)의 비스위스계 남성으로 구성되었다. 스위스 여성은 1,466명(32.8%), 비스위스계 여성은 780명(17.5%)이었다. 지자체의 인구 중 1,210명(약 30.5%)이 로몽에서 태어나 2000년에 그곳에 살았다. 같은 주에서 태어난 1,112명(28.1%)가 있었고, 439명(11.1%)은 스위스 내 타지에서 태어났다. 1,027명(25.9%)이 스위스 밖의 외국 지역에서 태어났다.
2000년 기준으로 아동·청소년(0~19세)이 25.2%, 성인(20~64세)이 61.3%, 노인(64세 이상)이 13.5%를 차지하고 있다.
2000년 기준으로 시정촌에 미혼이거나, 독신인 사람은 1,697명이다. 기혼자는 1,842명, 미망인은 249명, 이혼한 사람은 176명이었다.
2000년 기준으로 시정촌의 민간가구는 1,667세대로 가구당 평균 2.3명이다. 1인 가구는 609가구, 5인 이상 가구는 140가구였다. 2000 년에는 총 1,627세대(전체의 83.5%)가 상설 임대되었고, 120세대(6.2%)가 계절적 임대, 202세대(10.4%)가 비어 있었다. 2009년 기준 신규 주택 건설률은 인구 1000명당 4.6세대였다. 2010년 시정촌 공실률은 0.66%였다.
| 연도 | 인구  | ±% p.a. |
| ---- | ----- | ------- |
| 1278 | 920   | —       |
| 1364 | 1,320 | +0.42%  |
| 1417 | 1,600 | +0.36%  |
| 1850 | 1,527 | −0.01%  |
| 1860 | 1,718 | +1.19%  |
| 1870 | 2,005 | +1.56%  |
| 1880 | 1,958 | −0.24%  |

| 연도 | 인구  | ±% p.a. |
| ---- | ----- | ------- |
| 1888 | 1,972 | +0.09%  |
| 1900 | 2,210 | +0.95%  |
| 1910 | 2,418 | +0.90%  |
| 1920 | 2,437 | +0.08%  |
| 1930 | 2,379 | −0.24%  |
| 1941 | 2,590 | +0.78%  |
| 1950 | 2,931 | +1.38%  |

| 연도 | 인구  | ±% p.a. |
| ---- | ----- | ------- |
| 1960 | 3,007 | +0.26%  |
| 1970 | 3,371 | +1.15%  |
| 1980 | 3,576 | +0.59%  |
| 1990 | 4,098 | +1.37%  |
| 2000 | 3,964 | −0.33%  |
| 2010 | 4,588 | +1.47%  |

비고: 
1. ↑  230 Hearths
2. ↑  330 Hearths
3. ↑  400 Hearths

### 종교

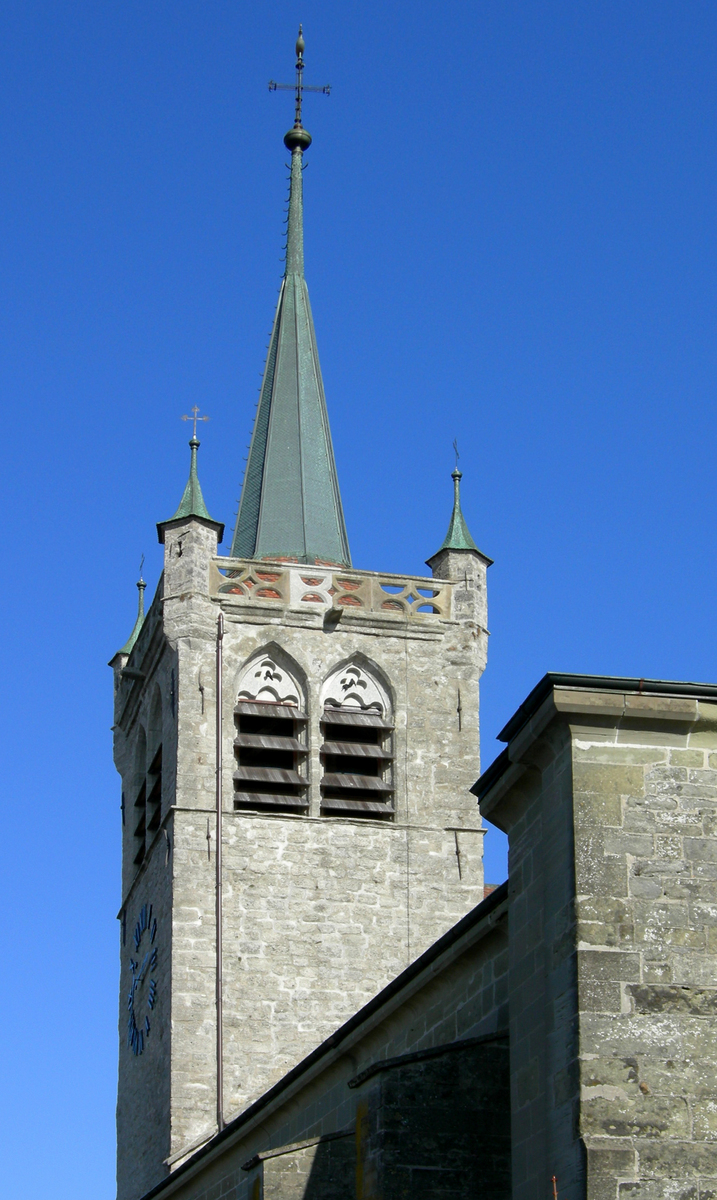
로몽의 교회탑

2000년 인구 조사에 따르면 2,843명(71.7%)이 로마 가톨릭 신자이고, 254명(6.4%)이 스위스 개혁 교회에 속해 있다. 나머지 인구 중 정교회 교인은 120명(인구의 약 3.03%), 크리스찬 가톨릭 교회 교인은 5명(인구의 약 0.13%), 77명이었다. 다른 기독교 교회에 속한 개인(또는 인구의 약 1.94%), 이슬람교도는 253명(인구의 약 6.38%)이었다. 175명(인구의 약 4.41%)은 교회에 속하지 않고 불가지론자 또는 무신론자이다. 그리고 273명의 개인(또는 인구의 약 6.89%)이 질문에 대답하지 않았다.

## 경제
2010년 현재 로몽의 실업률은 5.7%이다. 2008년 현재 1차 경제 부문에 100명이 고용되어 있고 이 부문에 약 34개 기업이 참여하고 있다. 1,109명의 사람들이 2차 부문에 고용되었고 이 부문에 60개의 기업이 있었다. 1,714명이 3차 부문에 고용되었으며 이 부문에는 230개의 기업이 있다.
1,983명의 시정촌 거주자가 일정 수준으로 고용되었으며, 그중 여성이 전체 노동력의 43.0%를 차지했다. 2008년에 정규직에 상응하는 총 일자리 수는 2,460개였다. 1차 부문의 일자리 수는 76개였으며, 그중 68개는 농업, 8개는 임업 또는 목재 생산이었다. 2차 산업의 일자리 수는 1,059개로 그 중 제조업이 666개(62.9%), 건설업이 360개(34.0%)였다. 3차 부문의 일자리는 1,325개였다. 3차 부문에서; 526개(39.7%)은 도소매 또는 자동차 수리업, 72개(5.4%)는 물품의 이동 및 보관, 97(7.3%)은 호텔 또는 레스토랑, 3(3(0.2%))은 정보 산업이었다. 56개(4.2%)는 보험 또는 금융 산업, 81개(6.1%)는 기술 전문가 또는 과학자, 162개(12.2%)는 교육, 120개(9.1%)는 의료 분야였다.
2000년 기준 자치단체로 통근하는 근로자는 1,686명, 출퇴근자는 924명이었다. 지자체는 근로자의 순수입 지자체로, 1명이 전출할 때마다, 약 1.8명의 근로자가 전입된다. 근로 인구의 13.1%는 출퇴근을 위해 대중교통을 이용했고, 60.6%는 자가용을 이용했다.

## 교육
로몽에서는 인구의 약 1,081명(27.3%)이 필수가 아닌 고등 중등 교육을 이수했으며 356명(9.0%)이 추가 고등 교육( 대학 또는 응용학문대학)을 마쳤다. 고등 교육을 마친 356명 중 60.4%가 스위스 남성, 24.4%가 스위스 여성, 7.3%가 비스위스계 남성, 7.9%가 비스위스계 여성이었다.
프리부르주의 학교 시스템은 1년의 의무가 아닌 유치원, 6년의 초등학교를 제공한다. 이후 3년 동안의 의무적 중학교 과정을 거쳐 학생을 능력과 적성에 따라 구분한다. 중학교 이하 학생들은 3년 또는 4년제 고등학교에 진학할 수 있다. 상급 중학교는 체육관(대학 준비)과 직업 프로그램으로 나뉜다. 상위 중등 프로그램을 마친 후 학생들은 고등학교에 다니거나 견습 과정을 계속할 수 있다.
2010-11학년도 동안 로몽에는 총 1,569명의 학생이 86개 학급에 다녔다. 지자체에서 온 총 895명의 학생이 지자체 또는 외부 학교에 다녔다. 시정촌에는 총 153명의 학생이 있는 8개의 유치원 수업이 있었다. 지자체에는 15개의 초등 학급과 316명의 학생이 있었다. 같은 해에 총 917명의 학생이 있는 42개의 중학교가 있었다. 3개의 중등 학급이 있었고, 66명의 중등 학생이 있었다. 지자체에는 117명의 전문 고등 교육 학생이 있는 18개의 특수 고등 교육 수업이 있었다.
2000년 현재 로몽에는 다른 시정촌에서 온 759명의 학생이 있었고, 149명의 거주자는 시외 학교에 다녔다.

## 교통
지자체에는 로잔-베른 및 뷜-로몽선에 로몽역이 있다. 제네바 공항, 루체른, 베른, 뷜, 알라망, 프리부르까지 정기적으로 운행한다.